# Hans Qvist (kobberstikker)
 Der er flere personer med dette navn, se Hans Qvist.
Hans Qvist (omkring 1735 – 12. februar 1810) var en dansk kobberstikker.

## Opvækst og karriere
Qvist blev sandsynligvis født i København. Han blev udlært kobberstikker hos Jonas Haas og Odvardt Helmoldt von Lode. I 1761 leverede han et større antal prospekter til Johan Jacob Bruuns Novus Atlas Daniæ, hvilket menes at være hans første selvstændige opgave. Inden da havde Haas trukket ham i retten, fordi han havde forladt hans tjeneste og nedsat sig som selvstændig kobberstikker uden at have Akademiets tilladelse. Sagen blev dog tilsyneladende løst uden om domstolen.
Qvist arbejdede bl.a. som kobberstikker ved Den kongelige bank omkring 1765-85, hvorfra han modtogventepenge. Blandt hans kunstblade (63), der på ét nær er fra hans ungdomsår, må nævnes de fleste af stikkene til de af Johan Jacob Bruun tegnede prospekter fra Danmark samt nogle blade til Danske Atlas. I 1764 udførte han fire prospekter til Erik Pontoppidan den yngre, og i 1766-69 lavede han et kort over Københavns Amt til Videnskabernes Selskab. Han fremstillede også enkelte bogillustrationer i bl.a. 1761 og 1771.

## Privatliv
Qvist ægtede Cathrine Elisabeth Liebenberg (1746 – 1828), i januar 1765, der var datter af buntmager Chr. Liebenberg. De levede dog i en længere årrække som separerede.